# Thomas Schweizer (Politiker)
Thomas Schweizer (* 1955; heimatberechtigt in Affoltern am Albis) ist ein Schweizer Politiker (Grüne).

## Leben
Thomas Schweizer ist diplomierter Geograf und Verkehrsplaner. Von 2001 bis 2019 war er Geschäftsführer des Fachverbands Fussverkehr Schweiz. Er ist verheiratet, Vater von zwei Kindern und lebt in Hedingen.

## Politik
Thomas Schweizer war von 2018 bis 2022 Mitglied der Energiekommission der Gemeinde Hedingen.
2019 wurde er in den Kantonsrat des Kantons Zürich gewählt. Er ist Mitglied der Kommission für Planung und Bau.
Thomas Schweizer ist Vorstandsmitglied der Grünen Bezirk Affoltern.